# Centaurea spinosa
Centaurea spinosa — вид рослин роду волошка (Centaurea), з родини айстрових (Asteraceae).

## Біоморфологічна характеристика
Цей карликовий кущ досягає у висоту від 20 до 60 см. Він кулястої форми, сильно розгалужений і має колючі гілки. Листки повстяні, іноді лисі. Листки біля основи цьогорічних пагонів від ланцетоподібні до лопатоподібної або ліроподібної форми та з цілими краями або виїмчастими. Середні листки 1–2-перисті й мають кілька дистальних лінійних секцій, верхні — лінійні. Квітки ніжно-рожеві або білі. Папус відсутній. Період цвітіння: червень — липень. 2n = 36.

## Середовище проживання
Поширений у Греції й зх. Туреччині.